# Značení na řídicím členu
Značení na řídicím členu je v lingvistice vyznačení mluvnické shody a pádové řízenosti mezi slovy fráze tvarem řídicího slova (způsob kódování syntaktických vztahů, při kterém se gramatické příznaky reflektující tyto vztahy připojují k řídicímu členu fráze).
V substantivní frázi je řídicím členem podstatné jméno, závislými mohou být např. přídavná jména, přivlastňovací zájmena a vztažné věty. Ve větě je řídicím členem sloveso, závislými členy jsou jeho argumenty (především podmět a předmět) a adjunkty (volná doplnění).
Opakem značení na řídicím členu je značení na závislém členu. V tomto případě se gramatické příznaky indikující existenci syntaktické závislosti aplikují na závislé prvky. K dalším možnostem, které se vyskytují v některých jazycích, patří dvojí značení (příznaky jsou přítomné jak na řídicímu, tak na závislém členu) a nulové značení (příznaky závislosti zcela chybí).

## Historie termínu
Značení na řídicím členu bylo popsáno v lingvistický pracích již před dlouhou dobou. V roce 1911 americký lingvista Franz Boas ukázal, že v některých jazycích (konkrétně v indiánských jazycích Severní Ameriky) může být slovní tvar slovesa vyjadřovat celou větu; v současnosti se tento jev nazývá polysyntetismem.
Pojem typu (lokusu) značení jako charakteristiky jazyka poprvé zformulovala v roce 1986 americký lingvista Johanna Nichols ve svém článku Head-marking and dependent-marking grammar. V současnosti je v lingvistické typologii protiklad značení na řídicím členu a značení na závislém členu v různých typech frází používán jako jeden ze hlavních typologických parametrů.

## Projevy druhu značení v jazyce
Rozdíly mezi různými druhy značení se projevují v různých syntaktických konstrukcích. Pro charakteristiku jazyka je nejdůležitější druh značení v substantivní frázi a ve slovesné frázi (predikátu), která je základem věty (klauze).
| Konstrukce           | Řídicí člen                 | Závislý člen       | Popis (WALS)                           |
| -------------------- | --------------------------- | ------------------ | -------------------------------------- |
| Posesivní            | Podstatné jméno (vlastněný) | Posesor (vlastník) | Značení v posesivní substantivní frázi |
| Atributivní          | Podstatné jméno             | Přídavné jméno     |                                        |
| Prepozice/postpozice | Předložka/záložka           | Komplement         |                                        |
| Predikát             | Sloveso                     | Argumenty slovesa  | Značení v klauzi                       |

Některé jazyky důsledně používají značení na řídicím členu. Příkladem může být abcházština, v níž konstrukce se značením na závislém členu prakticky chybí. Abcházština nemá gramatické (mluvnické) pády; pro kódování syntaktických vztahů se používající speciální morfémy ve struktuře slovesa, které nesou informaci o jeho aktantech; když je potřeba vyjádřit vztah sounáležitosti, podstatné jméno přijímá příznaky, které označují vlastníka.
Jsou také možné „kombinované“ případy, kdy jazyk používá v predikátu značení na řídicím členu, a v substantivní frázi značení na závislém členu (jako u bantuských jazyků), nebo opačně.
Druh značení nelze považovat za parametr, který je stejný v celém systému jazyka. Jazyků, které používají převážně značení na řídicím členu nebo převážně značení na závislém členu, je poměrně dost. Z tohoto důvodu se lokus značení často nepovažuje za globální charakteristiku jazyka, ale pouze určitých syntaktických konstrukcí. Za jazyky se značením na řídicím členu se považují takové, pro které je charakteristické (plně nebo převážně) značení na řídicím členu v posesivních substantivních frázích i přímého předmětu u tranzitivních (přechodných) sloves.

## Druhy značení na řídicím členu
Podle informace, kterou nese gramatický příznak, lze rozlišovat následující druhy značení na řídicím členu:
1. Afix řídicího členu pouze naznačuje existenci závislého členu. Sám přitom žádné informace o typu závislosti nebo o vlastnostech závislého členu nenese. Takový způsob značení na řídicím členu představuje takzvaný izafet vyskytující se v tádžičtině:
| kůh-i       | baland |
| hora-IZ     | vysoký |
| vysoká hora |        |

- Význam značek: IZ je izafet.

Přípona -i značí, že podstatné jméno má závislý prvek, žádné dodatečné informace však nenese.
2. Afix nese informaci nejenom o přítomnosti závislosti, ale také o jejím typu, a v mnoha případech o dalších vlastnostech závislého členu. K této formě značení na řídicím členu patří také shoda slovesa s podmětem v indoevropských jazycích jako je ruštiny.
Tvar řídicího prvku však může kódovat gramatické kategorie více než jednoho závislého prvku. Například v abcházštině slovesný slovní tvar kóduje informace o osobě, čísle a (částečně) druhu několika (až tří) aktantů slovesa:
| a-xàc'a             | a-pħ˚ə̀s  | a-š˚q'ə̀   | ∅-lə̀-y-te-yt'    |
| DEF-muž             | DEF-žena | DEF-kniha | to-jí-on-dal-FIN |
| Muž dal ženě knihu. |          |           |                  |

- Význam značek: DEF je člen; FIN je příznak finitnosti.

## Značení na řídicím členu v různých syntaktických složkách

### Substantivní skupina

#### Posesivní konstrukce
V posesivní substantivní frázi je hlavním členem podstatné jméno, označující vlastněný předmět, zatímco závislým je jméno, označující vlastníka.
Například v ruském výrazu дом отца (dům otce) je použito značení na závislém členu: závislý člen otce je vyznačen genitivem, zatímco řídicí člen dům žádnou informaci o závislém členu nenese.
Naproti tomu v jazycích se značením na řídicím členu v posesivní skupině se příznak připojuje k vlastněnému. Tento druh značení se vyskytuje například v abcházštině:
| sarà    | sə-y˚nə |
| já      | můj-dům |
| můj dům |         |

#### Atributivní konstrukce
Případy kódování závislých přídavných jmen v substantivní frázi není mnoho. Příkladem může být izafet v tádžičtině (viz výše). Druhý příklad se vyskytuje v jazyce šuswap, který patří do rodiny sališských jazyků:
| wist       | t-citx˚ |
| vysoký     | REL-dům |
| vysoký dům |         |

- Význam značek: REL je pád, který značí podstatné jméno, které rozvinuto přídavným jménem; srovnej s pádem používaným pro kódování jaderných argumentů slovesa.

### Předložková/postpoziční skupina
V tomto případě je řídicím členem předložka nebo záložka, závislým je jméno. Značení na řídicím členu v předložkové skupině používá cutuchilština. Afix kódující osobu a číslo podstatného jména se připojuje k předložce:
| ruu-majk               | jar | aachi  |
| 3SG-kvůli.příčina      | DEF | člověk |
| kvůli (tomuto) člověku |     |        |

### Věta
Příkladem značení na řídicím členu je shoda slovesa s podmětem v indoevropských jazycích a slovesa s několika aktanty v abcházštině (viz výše). Analogická situace je v cutuchilštině. Osoby a čísla aktantů se vyjadřují pomocí slovesných afixů; druh spojení se vyjadřuje jejich pořadím:
| x-∅-kee-tij        | tzyaq | ch'ooyaa7 |
| ASP-3SG-3PL-snědli | oděv  | krysy     |
| Krysy snědly oděv. |       |           |

- Význam značek: ASP je příznak slovesného vidu.

Počet příznaků kódujících závislé členy v slovesném slovním tvaru je prakticky neomezený. Extrémním případem značení na řídicím členu věty jsou polysyntetické jazyky, v nichž jsou součástí slovesného slovního tvaru všechny nebo některé aktanty, díky čemuž několik členů věty (případně všechny) tvoří jeden celek.

## Rozštěpené značení
Rozštěpené značení (anglicky split marking) je situace, kdy se v jazyce v rámci jedné formy syntaktických složek používají různé druhy značení podle nějakých dodatečných faktorů.
Konkrétně v substantivní a předložkové/postpoziční skupině může druh značení záviset na tom, zda závislý člen je podstatné jméno nebo zájmeno. Obvyklé je, že pokud je závislý člen tvořen zájmenem, je použito značení na řídicím členu.
Protiklad značení na řídicím členu (pro zájmena) a nulového značení (pro podstatná jména) existuje například v maďarštině.
| mellett-em |
| kolem-1SG  |
| kolem mně  |

| a          | ház | mellett |
| DEF        | dům | kolem   |
| kolem domu |     |         |

## Geografické rozložení
Geografickým rozložením různých druhů značení ve světových jazycích se poprvé zabývala Johanna Nikols ve své monografii z roku 1992. Ukázala, že tendence jazyka k určitému druhu značení je diachronně stabilní charakteristika. K jazykovým rodinám, ve kterých se důsledně používá značení na řídicím členu patří algokinské jazyky, athabaské jazyky, irokézské jazyky, sališské jazyky a další rodiny severoamerických a středoamerických jazyků. Naopak mnoho jazykových rodin Eurasie inklinuje ke značení pouze na závislém členu (indoevropské jazyky, severovýchodokavkazské jazyky a drávidské jazyky).
Tento druh pozorování naznačuje možnost popsat převládající druhy značení z hlediska jazykových oblastí.
| Konstrukce                                | Mapa rozšíření (WALS) |
| ----------------------------------------- | --------------------- |
| Posesivní substantivní skupina            |                       |
| Predikát                                  |                       |
| Posesivní substantivní skupina + predikát |                       |

Obecně se ve světových jazycích značení na řídicím členu často vyskytuje v Melanésii a v původních jazycích obou Amerik, ale ve zbývajících oblastech je vzácné; značení na závislém členu je široce rozšířené v Eurasii, Africe a Austrálii.
Posesivní jmenné skupiny se značením na řídicím členu jsou rozšířeny v Americe a Melanésii, ale vzácné se objevují i v jiných oblastech. Obecně platí, že značení na řídicím členu a značení na závislém členu ve jmenných skupinách je geograficky poměrně oddělené: oblastmi s rozšířením značení na závislém členu je Afrika, Austrálie a Eurasie; Nová Guinea je významnou oblastí, kde oba typy koexistují. Dvojí značení v posesivní skupině se vyskytuje zřídka, objevuje se na periférii Eurasie (konkrétně ve finštině), v Himálaji a podél pacifického pobřeží Severní Ameriky. Nulové značení v posesivní skupině je také vzácné; jednotlivé případy se objevují v rovníkové oblasti.
U predikátu se značení na řídicím členu vyskytuje často v jazycích Ameriky, Austrálie, Nové Guineji, ale také v Africe, především v bantuských jazycích. V ostatních oblastech se objevuje zřídka. Značení na závislém členu u predikátu se objevuje v mnoha jazycích Euroasie a v severní Africe; v Severní a Jižní Americe se vyskytuje vzácně; je však také zdokumentované na Nové Guineji a v Pama-nyunganských jazycích v Austrálii. Dvojí značení je poměrně dobře zdokumentované v Americe, Austrálii a na Nové Guineji, stejně jako v horských oblastech Euroasie (především na Kavkaze a v Himálaji), a je běžné zejména v Austrálii a na úplném západě Severní a Jižní Ameriky. Nulové značení v predikátu se vyskytuje především v jazycích s chudou morfologií v Jihovýchodní Asii a v západní Africe, ale je běžné i v jazycích se střední nebo dostatečně bohatou morfologií na Nové Guineji, ve Východní Africe a ve střední a Jižní Americe.

## Druh značení v ruštině
Ruština používá především značení na závislém členu, ale v tomto ohledu není zcela důsledná. V ruštině lze za prvek značení na řídicím členu považovat kódování gramatických kategorií jednoho z aktantů slovesného slovního tvaru, které se projevuje shodou slovesa s podmětem v rodu, osobě a čísle. Totéž platí pro většinu ostatních indoevropských jazyků.